# Віла-Нова-де-Сервейра
Ві́ла-Но́ва-де-Серве́йра (порт. Vila Nova de Cerveira; МФА: [ˈvi.ɫɐ ˈno.vɐ dɨ sɨɾ.ˈvɐj.ɾɐ], Ві́ла-Но́ва-ди-Сирве́йра, «нове містечко Сервейра») — муніципалітет і містечко в Португалії, в окрузі Віана-ду-Каштелу. Розташований у північній частині країни, на теренах історичної португальської провінції Дору-Міню. Належить до Віано-Каштельської діоцезії Католицької церкви в Португалії. Права міського самоврядування має з 1321 року. Поділяється на 11 парафій. За адміністративним поділом, чинним до 1976 року, був складовою провінції Міню. Площа муніципалітету — 108,47 км², населення муніципалітету — 9253 ос. (2011); густота населення — 85,3 осіб/км²
. Патрон — святий Кипріян. Святковий день муніципалітету — 1 жовтня. Поштовий індекс — 4920.  Код місцевої адміністративної одиниці — 1610. Складова статистичного регіону Північ.

## Назва
- Віла-Нова-де-Сервейра (порт. Vila Nova de Cerveira, стара орфографія: порт. Villa Nova de Cerveira) — сучасна португальська назва.

## Географія
Віла-Нова-де-Сервейра розташована на північному заході Португалії, на півночі округу Віана-ду-Каштелу, на португальсько-іспанському кордоні.
Містечко розташоване за 27 км на північ від міста Віана-ду-Каштелу, на лівому березі річки Міню.
Віла-Нова-де-Сервейра межує на північному сході — з муніципалітетом Валенса, на сході — з муніципалітетом Паредеш-де-Кора, на південному сході — з муніципалітетом Понте-де-Ліма, на південному заході — з муніципалітетом Каміня, на північному заході — з Іспанією.

## Історія
1321 року португальський король Дініш надав Вілі-Нові форал, яким визнав за поселенням статус містечка та муніципальні самоврядні права.

## Населення
| Кількість мешканців | Кількість мешканців | Кількість мешканців | Кількість мешканців | Кількість мешканців | Кількість мешканців | Кількість мешканців | Кількість мешканців | Кількість мешканців | Кількість мешканців | Кількість мешканців | Кількість мешканців | Кількість мешканців | Кількість мешканців | Кількість мешканців |
| ------------------- | ------------------- | ------------------- | ------------------- | ------------------- | ------------------- | ------------------- | ------------------- | ------------------- | ------------------- | ------------------- | ------------------- | ------------------- | ------------------- | ------------------- |
| 1864                | 1878                | 1890                | 1900                | 1911                | 1920                | 1930                | 1940                | 1950                | 1960                | 1970                | 1981                | 1991                | 2001                | 2011                |
| 10 241              | 10 427              | 9 850               | 9 691               | 9 825               | 9 889               | 10 794              | 10 922              | 11 666              | 11 030              | 8 645               | 8 666               | 9 144               | 8 852               | 9 253               |

## Транспорт
- Залізнична станція.
- Автострада N13.

## Парафії
1. Кампуш
2. Кандеміл
3. Корнеш
4. Коваши
5. Гондар
6. Гондар
7. Лойву
8. Ловел
9. Ментрештіду
10. Ногейра
11. Ребореда
12. Сапардуш
13. Сопу
14. Віла-Меані
15. Віла-Нова-де-Сервейра